# Beloe
Beloe (in lingua russa Белое) è un centro abitato dell'Adighezia, situato nel Krasnogvardejskij rajon. La popolazione era di 3.091 abitanti al dicembre 2018. Ci sono 31 strade.